# Волошинов Олег Васильович
Олег Васильович Воло́шинов (31 липня 1936, Миколаїв — 2020, Одеса) — український живописець; член групи одеського нонконформістського руху з кінця 1960-х, Спілки радянських художників України з 1970 року та одеської творчої групи «Човен» з 1992 року. Заслужений художник України з 2013 року.

## Біографія
Народився 31 липня 1936 року в місті Миколаєві (нині Україна) у сім'ї художника. 1959 року закінчив Одеське художнє училище, де навчався в Миколи Павлюка. Протягом 1959—1965 років продовжив здобувати мистецьку освіту в Ленінградському інституті живопису, скульптури та архітектури імені Іллі Рєпіна, де його педагогами були Віктор Рейхет, Борис Угаров, Віктор Орєшников, Андрій Мильніков.
Протягом 1966—1970 років викладав в Одеському художньому училищі; у 1970—1975 роках — в Одеському педагогічному інституті. Мешкав в Одесі в будинку на вулиці Героїв прикордонників, № 3, квартира № 32 та у будинку на вулиці Канатній, № 34, квартира № 4. Помер в Одесі у 2020 році.

## Творчість
Працював у галузі станкового живопису. Серед робіт:
- «Оголена» (1960);
- «Олімпієць» (1967);
- «Біле місто» (1970);
- «День флоту» (1970);
- «Море» (1975);
- «Натюрморт із глечиком» (1976);
- «Зустріч вітрильника „Товариш“» (1976);
- «Самбо» (1978);
- «Польові квіти» (1979);
- «Яхти у морі» (1979);
- «Білі хмари» (1989);
- «Жокей» (1989);
- «Вітрила» (1991);
- «Будинок рибалки» (1991);
- «Лагуна» (1992);
- «Маяк» (1998);
- «Червоний натюрморт» (2000);
- «Одеське узбережжя» (2001);
- «Композиція з фігурами» (2002);
- «Натюрморт у просторі» (2003).

Брав участь у республіканських, всесоюзних художніх виставках з 1967 року. Персональні виставки відбулися в Одесі у 1980 році, Києві у 1983 році. 
Роботи художника зберігаються в Одеському, Івано-Франківському, Хмельницькому художніх музеях, Одеському літературному музеї, Музеї сучасного мистецтва Одеси, Музеї сучасного мистецтва України та Музеї Києво-Могилянської академії у Києві, а також у багатьох приватних зібраннях в Україні та за кордоном.